# Catherine Persson
Catherine Ida Elisabeth Persson, född 18 november 1965 i Möllevångens församling i Malmö, är en svensk politiker (socialdemokrat), som var riksdagsledamot 1996–2007.
Persson var mellan åren 1996 och 2002 suppleant i socialutskottet, och 2002–2006 ledamot i utskottet. 2006–2007 var hon ledamot av socialförsäkringsutskottet. Hon var suppleant i trafikutskottet 1996–1998, i utbildningsutskottet 1998–2002, i konstitutionsutskottet 2002–2006 och i EU-nämnden 2006–2007.
Catherine Persson blev 2007 oppositionsråd i Trelleborgs kommun, vilket hon var till 2014. Hon är till yrkesbakgrunden sjuksköterska, och arbetar sedan 2022 som socialchef i Lessebo kommun.